# Я, Алекс Кросс
«Я, Алекс Кросс» (англ. Alex Cross) — остросюжетный детективный фильм режиссёра Роба Коэна по мотивам романов Джеймса Паттерсона «Кросс» и «Я, Алекс Кросс». В главных ролях Тайлер Перри, Мэттью Фокс и Рэйчел Николс. Премьера в России состоялась 18 октября 2012 года.

## Сюжет
Детектив Алекс Кросс и его люди проводят задержание преступника. Кросс возвращается домой к семье и узнаёт, что его жена беременна.
Незнакомец является на состязание по боям без правил, даёт менеджеру взятку, выигрывает бой у чемпиона, тем самым привлекая внимание одной из зрительниц — финансиста Фань Яо. Она приглашает его на свою тщательно охраняемую виллу и собирается ему отдаться, но незнакомец впрыскивает ей парализующее вещество, перебивает всю охрану и подвергает Фань Яо изуверским пыткам.
Алекс Кросс, расследуя убийство Фань Яо, понимает, что работал профессионал, бывший  спецназовец. Затем Алекс находит спрятанный сейф, не найденный убийцей, и достаёт оттуда диск с информацией. На рисунке, оставленном убийцей, он находит инициалы Е. Н. и догадывается, что следующей жертвой убийцы станет её коллега Эрих Нунемакер. Кросс и его люди немедленно отправляются к Нунемакеру. Убийца уже проник в тщательно охраняемое здание по трубам водопровода. Кроссу удаётся сорвать его преступный замысел. Психопат в отместку подвергает чудовищным пыткам напарницу Кросса Монику, а затем пристреливает жену Кросса.
Жаждущий мести Кросс и его товарищ Томми Кейн совершают налёт на склад вещественных доказательств, похищая улику, необходимую для освобождения родственницы предводителя банды. В обмен он наводит друзей на химика, который сделал для убийцы парализующий состав. На камерах наблюдения в квартире химика герои замечают автомобиль убийцы. Он движется к центру города, где богач Леон Мерсье собирается произнести речь. Полиция перекрывает все подходы к Мерсье, но убийца, завладев вагоном наземного метро, накрывает Мерсье и его штаб выстрелом из гранатомёта. Кросс перехватывает убийцу на выезде из парковки. После ожесточённой схватки психопат падает с высоты.
Кросс и Кейн раскрывают преступный замысел Мерсье. С помощью Фань Яо и Эриха Нунемакера он выкрал деньги компании, а затем нанял «вольного художника», чтобы замести следы. На пальце «Мерсье», убитого выстрелом преступника, не было перстня с 14-каратным драгоценным камнем, подарка короля Камбоджи. Кросс по телефону рассказывает о деталях Мерсье, тот отвечает, что страна, где он в данный момент укрывается, не выдаёт преступников. Однако Кросс наводит местную полицию на личную секретаршу Мерсье, которая является скрытой наркоманкой, в обмен на смягчение приговора она соглашается на сотрудничество с полицией. Ворвавшиеся полицейские арестовывают Мерсье и находят среди его вещей 2 кг кокаина. По законам этой страны Мерсье предстанет перед расстрельным взводом.

## В ролях
| Актёр              | Роль                 |
| ------------------ | -------------------- |
| Тайлер Перри       | детектив Алекс Кросс |
| Мэттью Фокс        | Пикассо              |
| Эдвард Бёрнс       | Томми Кейн           |
| Рэйчел Николс      | Моника Эш            |
| Жан Рено           | Леон Мерсье          |
| Джанкарло Эспозито | Дарамус Холидэй      |
| Джон Макгинли      | Ричард Бруквелл      |
| Сисели Тайсон      | Мама Нана            |
| Кармен Эджого      | Мария Кросс          |
| Чед Линдберг       | Винсент Дардис       |
| Стефани Джейкобсен | Фан Яу               |

## Производство
Первоначально в 2010 году актёр Идрис Эльба был подписан на главную роль, но он отказался от неё в начале 2011 года и был заменён на Тайлера Перри в феврале 2011 года. Съёмки фильма проходили c августа по октябрь 2011 года на Бали, в Кливленд-Хайтсе, Кливленде и Детройте.
Мэттью Фокс очень сильно развил мускулатуру для роли бойца из клетки/убийцы и потерял большую часть своего жира.